# IC 2282
IC 2282 ist eine Spiralgalaxie vom Hubble-Typ Sb im Sternbild Krebs auf der Ekliptik. Sie ist schätzungsweise 205 Millionen Lichtjahre von der Milchstraße entfernt und hat einen Durchmesser von etwa 60.000 Lichtjahren.
Im selben Himmelsareal befinden sich u. a. die Galaxien IC 501, IC 2267, IC 2268, IC 2271.
Das Objekt wurde am 13. Februar 1901 von Max Wolf entdeckt.